# Кринау
Кринау (нем. Krinau) — деревня и бывшая коммуна в Швейцарии, в кантоне Санкт-Галлен.
До 2012 года имела статус отдельной коммуны. 1 января 2013 года вошла в состав коммуны Ваттвиль.
Входит в состав округа Тоггенбург. Население составляет 273 человека (на 31 декабря 2006 года). Официальный код — 3373.